# La heredera (telenovela venezuelana)
La heredera é uma telenovela venezuelana exibida em 1982 pela Venevisión.

## Elenco
- Hilda Carrero- Cristina Zambrano
- Eduardo Serrano
- Diego Acuña
- Gisvel Ascanio
- Estelín Betancor
- Eva Blanco
- Marita Capote
- Olga Castillo
- Helianta Cruz
- Guillermo Dávila
- Renee de Pallas
- Chela D'Gar
- Mariluz Díaz
- Miguel David Díaz
- Manuel Escolano
- Fernando Flores
- Mauricio González
- Dennys Hernández
- Yolanda Méndez
- Esther Orjuela
- Francia Ortiz
- Cristina Reyes
- Chumico Romero
- Henry Salvat
- Jimmy Verdum
- Raúl Xiqués
- Laura Zerra